# (11101) Českáfilharmonie
(11101) Českáfilharmonie – planetoida z grupy pasa głównego asteroid okrążająca Słońce w ciągu 4 lat i 91 dni w średniej odległości 2,62 j.a. Została odkryta 17 września 1995 roku w obserwatorium astronomicznym w Ondřejovie przez Lenkę Šarounovą. Nazwa planetoidy pochodzi od Orkiestry Filharmonii Czeskiej. Przed jej nadaniem planetoida nosiła oznaczenie tymczasowe (11101) 1995 SH.